# Galerie Nierendorf
Die Galerie Nierendorf ist eine traditionsreiche Kunstgalerie mit Sitz in Berlin.

## Geschichte

### Gründung und erste Jahre

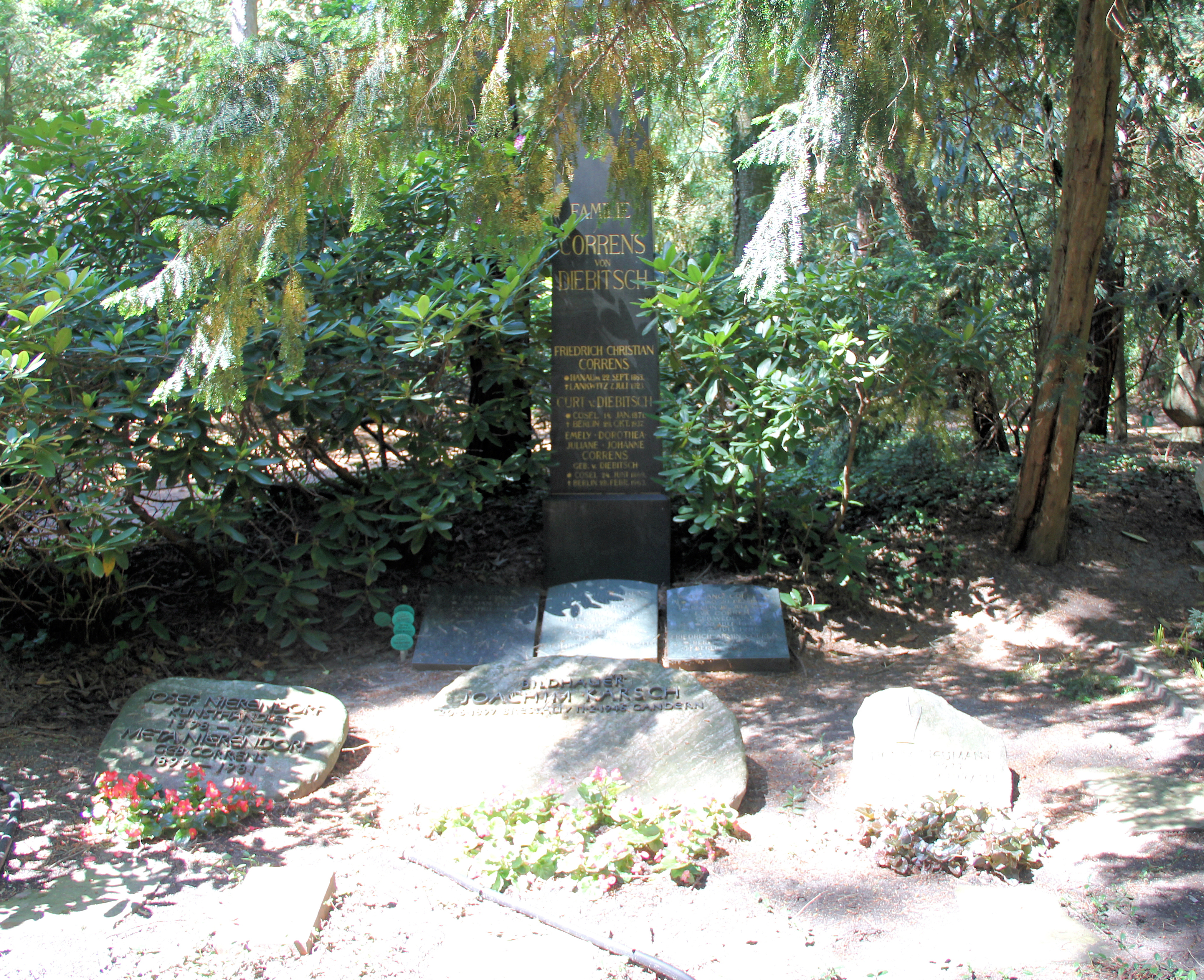
Grabstätte von Josef und Meta Nierendorf, Thuner Platz 2–4, in Berlin-Lichterfelde

Gegründet wurde die Galerie mit Kunsthandel 1920 von den Brüdern Karl (1889–1947) und Josef (1898–1949) Nierendorf in Köln unter dem Namen Nierendorf Köln Neue Kunst. 1925 verlegte Josef Nierendorf die Galerie für ein Jahr nach Düsseldorf. Bereits 1923 hatte Karl Nierendorf das Graphische Kabinett von Israel Ber Neumann in Berlin übernommen und bildete es 1925 um zur Galerie Neumann-Nierendorf, die er gemeinsam mit seinem Bruder Josef ab 1926 unter diesem Namen führte, ab 1933 als Galerie Nierendorf. Wie schon im Rheinland, stellten die Brüder Nierendorf auch in Berlin junge, expressionistische Kunst aus, so Otto Dix und die Brücke-Künstler Erich Heckel, Emil Nolde und Karl Schmidt-Rottluff. Auch unbekannte Nachwuchskünstler wie der Student und spätere Maler und Kunstpädagoge Lorenz Humburg, Karl Blossfeldt oder der neusachliche Maler Ernst Thoms bekamen bei Nierendorf eine Chance. Die Galeristen sahen sich immer auch als Mäzene, Förderer und Publizisten der von ihnen vertretenen Künstler. Von 1934 bis 1936 setzte sich Nierendorf für die verfolgten Künstler ein, insbesondere durch die Ausstellung Deutsche Kunst der Gegenwart 1935 (Charles Crodel, Otto Dix, Karl Hofer u. a.).

### Von Berlin nach New York
Im Jahr 1936 ging Karl Nierendorf in die USA und eröffnete in New York die Nierendorf Gallery; sein Bruder führte die Berliner Galerie bis 1939 alleine weiter. Während Josef zur Wehrmacht eingezogen wurde und das Geschäft aufgeben musste, wurde Karl Nierendorf amerikanischer Staatsbürger; er baute seine Galerie in New York zu einer bekannten Adresse in der Kunstszene vor allem auch für aus Deutschland emigrierte Künstler auf.
Nach dem Tod Karl Nierendorfs 1947 beschlagnahmte der Staat New York den gesamten Nachlass unter dem Vorwand des noch herrschenden Kriegszustands zwischen den USA und Deutschland. Ein großer Teil des Nachlasses wurde für einen symbolischen Preis an das Solomon R. Guggenheim Museum veräußert, darunter über 100 Werke von Paul Klee. 1949 starb auch Josef Nierendorf kurz vor der Wiedereröffnung seiner Galerie in West-Berlin.

### Neubeginn in Berlin und die Galerie heute
Florian Karsch (1925–2015), Stiefsohn von Josef Nierendorf, und Ehefrau Inge Karsch eröffneten 1955 die Galerie neu als Galerie Meta Nierendorf in einem Raum der Buchhandlung von Josef Nierendorfs gleichnamiger Witwe. 1963 zogen Galerie, Kunstverlag und Kunsthandel um in die Hardenbergstraße 19 in Berlin-Charlottenburg, wo sie unter der Führung von Ergün Özdemir-Karsch, Adoptivsohn von Florian Karsch, als Galerie Nierendorf bis heute besteht. Zu den von der Galerie vertretenen Künstlern gehören außer den oben genannten vor allem Vertreter des Expressionismus und der klassischen Moderne wie Ernst Barlach, Max Beckmann,  Marc Chagall, Lovis Corinth, Gerhard Marcks, Otto Mueller, Hannah Höch und Christian Rohlfs, aber auch zeitgenössische Künstler wie Louise Christine Thiele. 1995 schenkte das Ehepaar Karsch der Berlinischen Galerie die Hälfte seiner Sammlung, darunter das grafische Werk von George Grosz.

## Schriften
- Kunstblätter der Galerie Nierendorf, Verlag Galerie Nierendorf